# My Carnaval Tour
My Carnaval Tour é a décima turnê da cantora brasileira Claudia Leitte, feita para promover o seu single Carnaval junto com outras canções lançadas avulsas. A excursão será oficialmente iniciada em 1 de junho no Campo de Marte em São Paulo. O projeto "My Carnaval" trará três shows em três formatos diferentes apresentados em um dia, sendo eles um show de palco - nominado de "Carnaval Tour", um show da "Prainha da Claudinha" com um repertório acústico e um show em trio elétrico. Para os shows que circularão sem a estrutura completa, Leitte irá apresentar somente o show "Carnaval Tour".

## Desenvolvimento

### Concepção e palco
"My Carnaval" dará sequência à turnê comemorativa de dez anos de carreira solo de Leitte, Claudia 10 Tour, que circulou no Brasil e nos Estados Unidos entre 2017 e 2018. O nome do show veio através a canção de Leitte em parceria com o rapper norte-americano Pitbull, Carnaval. O show "My Carnaval" será dividido em três partes: a primeira em um palco convencional sob o título de "Carnaval Tour", a segunda parte em um palco de menor estatura para apresentar o set acústico da Prainha da Claudinha e a terceira parte será um show de trio elétrico. A abertura do primeiro show da turnê será feita pelo Bloco Agrada Gregos e pelos DJs Luan Poffo e Estêvão Delgado.

### Figurinos
Para a turnê, Leitte quis trabalhar com peças "modernas e lúdicas". Os figurinos foram desenvolvidos pelo estilista Walério Araújo, Yan Acioli e a grife Cia Marítima.

## Transmissões e gravações
O show de estreia da turnê foi exibido ao vivo pela página oficial de Leitte no Facebook em formato 360º, possibilitando uma interação do expectador com o local do show. Após a transmissão, o vídeo permaneceu disponível na página da cantora para quem quisesse assistir. Além disso, o mesmo show foi lançado no formato de CD, como álbum promocional, sendo distribuído gratuitamente pela cantora.
| Carnaval Tour – CD promocional | | |         |  |
| N.º                            | Título | Compositor(es) | Duração |  |
| 1.                             | "Baldin de Gelo" | Tierry Coringa Augusto Cabrera Matheus Kennedy | 3:12    |  |
| 2.                             | "Taquitá" | Claudia Leitte Coringa Samir Breno Casagrande | 3:25    |  |
| 3.                             | "Lacradora" | Coringa Topera | 3:17    |  |
| 4.                             | "Pode Ter" | Coringa | 2:34    |  |
| 5.                             | "Cartório" | Coringa Magno Sant'Anna Leitte | 3:55    |  |
| 6.                             | "Largadinho / Matimba" | Duller Fábio Alcântara Samir Luciano Pinto Leitte | 4:16    |  |
| 7.                             | "Dekolê" | Antenor Heve Jonathan Perry Jean Leonard Tout Puissant Leitte | 3:23    |  |
| 8.                             | "Exttravasa" | Sérgio Rocha Zeca Brasileiro Adson Tapajós Jean Carvalho | 3:45    |  |
| 9.                             | "Corazón / We Are One (Ole Ola)" | Antonio Rayo Gibo Beatriz Luengo Yotuel Romero Raymond Ayala Derrus Rachel Jennifer Lopez Armando C. Perez Thomas Troelsen Daniel Murcia Sia Furler Lukasz Gottwald Henry Walter Nadir Khayat | 6:58    |  |
| 10.                            | "Carnaval (Célia Cruz Remix)" | Justin Trugman AJ Junior Jorge Gomez Martinez Rachel Bilal Hajji Jimmy Thornfeldt José Garcia Pérez Edmundo P. Zaldívar Leitte                                                                | 4:07    |  |
| 11.                            | "Bola de Sabão" | Ramon Cruz | 3:31    |  |
| 12.                            | "Meus Olhos Não Mentem" | | 3:20    |  |
| 13.                            | "Medley Prainha da Claudinha: Pensando em Você / Shiver Down My Spine / Billionaire / A Camisa e o Botão / Seu Ar / Perdi a Minha Paz / Me Chama de Amor" | Henrique Cerqueira Leitte RØMANS Travie McCoy Peter Hernandez Ari Levine Philip Lawrence Jauperi Tenison Del Rey Tatau Xixinho Pinto Alexandre Peixe Beto Garrido                             | 13:23   |  |
| Duração total:                 | Duração total: | Duração total: | 47:12   |  |

## Repertório
O repertório abaixo é constituído do segundo concerto da turnê, realizado em 16 de junho de 2018 em Mauá, não sendo representativo de todas as apresentações.
1. "Carnaval"
2. "Dekolê"
3. "Exttravasa"
4. "Baldin de Gelo"
5. "Lacradora"
6. "Taquitá"
7. "Largadinho" / "Matimba"
8. "Lirirrixa" / "Pau Que Nasce Torto" / "Melô do Tchan" / "Paquerei"
9. "Caranguejo" / "Só Quer Vrau" / "Envolvimento" / "Rabiola" / "Uau" / "Cabelo Louro" / "Água Mineral" / "Safado, Cachorro, Sem-vergonha"
10. "Claudinha Bagunceira"
11. "Beijar na Boca" / "Faz Um"
12. "Insolação do Coração"
13. "Bola de Sabão"
14. "Pode Ter"
15. "Cartório"
16. "Meus Olhos Não Mentem"
17. "As Máscaras (Se Deixa Levar)"
18. "Corazón"
19. "We Are One (Ole Ola)"
20. "Fulano in Sala"
21. "Amor Perfeito"

| Estreia da turnê | |
| --- | --- |
| O repertório abaixo é constituído do primeiro concerto da turnê, realizado em 1 de junho de 2018 em São Paulo, não sendo representativo de todas as apresentações. \| Ato 1 - "Carnaval" - "Dekole" - "Exttravasa" - "Baldin de Gelo" - "Lacradora" - "Taquitá" - "Largadinho" / "Matimba" - "Lirirrixa" / "Pau Que Nasce Torto" / "Melô do Tchan" / "Paquerei" - "Caranguejo" / "Só Quer Vrau" / "Envolvimento" / "Rabiola" / "Uau" / "Cabelo Louro" / "Água Mineral" / "Safado, Cachorro, Sem-vergonha" - "Beijar na Boca" / "Faz Um" - "Insolação do Coração" Ato 2 - "Bola de Sabão" - "Pode Ter" - "Cartório" - "Meus Olhos Não Mentem" Ato 3 - "As Máscaras (Se Deixa Levar)" - "Corazón" - "We Are One (Ole Ola)" - "Fulano in Sala" - "Amor Perfeito" \| Ato 4 - Prainha da Claudinha - "Downtown" / "Sorri, Sou Rei" - "Pensando em Você" / "Shiver Down My Spine" / "Billionaire" - "A Camisa e o Botão" / "Doce Paixão" / "Janeiro a Janeiro" / "Seu Ar" / "Perdi a Minha Paz" / "Me Chama de Amor" - "Sorri, Sou Rei" Ato 5 - Trio Elétrico - "Claudinha Bagunceira" - "Amor Toda Hora" - "Cidade Elétrica" - "Bota Pra Ferver" - "Trio Metal" - "Tô na Rua" - "Vassourinhas (Marcha nº 1 do Clube Vassourinhas)" - "Maria Caipirinha" - "A Latinha" - "Bate Lata" - "Vumbora Amar" - "Faraó" - "Baianidade Nagô" - "Prefixo de Verão" - "O Canto da Cidade" - "Elixir" - "Ara Ketu Bom Demais" - "Alô Paixão" - "Pureza da Paixão" / "Doce Obsessão" - "Cai Fora" / "Amor à Prova" / "Eu Fico" - "We Are the World of Carnaval" - "A Roda" / "Claudinha Bagunceira" \| | |
| Ato 1 - "Carnaval" - "Dekole" - "Exttravasa" - "Baldin de Gelo" - "Lacradora" - "Taquitá" - "Largadinho" / "Matimba" - "Lirirrixa" / "Pau Que Nasce Torto" / "Melô do Tchan" / "Paquerei" - "Caranguejo" / "Só Quer Vrau" / "Envolvimento" / "Rabiola" / "Uau" / "Cabelo Louro" / "Água Mineral" / "Safado, Cachorro, Sem-vergonha" - "Beijar na Boca" / "Faz Um" - "Insolação do Coração" Ato 2 - "Bola de Sabão" - "Pode Ter" - "Cartório" - "Meus Olhos Não Mentem" Ato 3 - "As Máscaras (Se Deixa Levar)" - "Corazón" - "We Are One (Ole Ola)" - "Fulano in Sala" - "Amor Perfeito" | Ato 4 - Prainha da Claudinha - "Downtown" / "Sorri, Sou Rei" - "Pensando em Você" / "Shiver Down My Spine" / "Billionaire" - "A Camisa e o Botão" / "Doce Paixão" / "Janeiro a Janeiro" / "Seu Ar" / "Perdi a Minha Paz" / "Me Chama de Amor" - "Sorri, Sou Rei" Ato 5 - Trio Elétrico - "Claudinha Bagunceira" - "Amor Toda Hora" - "Cidade Elétrica" - "Bota Pra Ferver" - "Trio Metal" - "Tô na Rua" - "Vassourinhas (Marcha nº 1 do Clube Vassourinhas)" - "Maria Caipirinha" - "A Latinha" - "Bate Lata" - "Vumbora Amar" - "Faraó" - "Baianidade Nagô" - "Prefixo de Verão" - "O Canto da Cidade" - "Elixir" - "Ara Ketu Bom Demais" - "Alô Paixão" - "Pureza da Paixão" / "Doce Obsessão" - "Cai Fora" / "Amor à Prova" / "Eu Fico" - "We Are the World of Carnaval" - "A Roda" / "Claudinha Bagunceira" |

## Datas
| Data                    | Cidade            | Estado              | Local                            | Evento                               | Tipo          |        |
| Brasil                  | Brasil            | Brasil              | Brasil                           | Brasil                               | Brasil        | Brasil |
| ----------------------- | ----------------- | ------------------- | -------------------------------- | ------------------------------------ | ------------- | ------ |
| 1 de junho de 2018      | São Paulo         | São Paulo           | Campo de Marte                   | Blow Out (5 mil ingressos)           | My Carnaval   |        |
| 16 de junho de 2018     | Mauá              | São Paulo           | Paço Municipal de Mauá           | Festa Junina de Mauá                 | Palco         |        |
| 27 de junho de 2018     | Salvador          | Bahia               | Arena Brahma                     | Fun Fest Rádio Jovem Pan             | Palco         |        |
| 6 de julho de 2018      | Ribeirão Claro    | Paraná              | Centro Municipal de Eventos      | Fescafé                              | Palco         |        |
| 20 de julho de 2018     | Bragança          | Pará                | Aeroporto Municipal de Bragança  | Carnabragança                        | Trio Elétrico |        |
| 22 de julho de 2018     | São Paulo         | São Paulo           | Arena Anhembi                    | Maior Baile do Mundo                 | Palco         |        |
| 27 de julho de 2018     | Fortaleza         | Ceará               | Cidade Fortal                    | Fortal                               | Trio Elétrico |        |
| 28 de julho de 2018     | Fortaleza         | Ceará               | Iate Clube de Fortaleza          | Blow Out                             | Palco         |        |
| Cabo Verde              |                   |                     |                                  |                                      |               |        |
| 11 de agosto de 2018    | São Vicente       | Ilha de São Vicente | Baía das Gatas                   | Festival de Música da Baía das Gatas | Palco         |        |
| Brasil                  |                   |                     |                                  |                                      |               |        |
| 8 de setembro de 2018   | Barreirinhas      | Maranhão            | Porto Marina                     | Lençóis Weekend                      | Palco         |        |
| 29 de setembro de 2018  | Brasília          | Distrito Federal    | Arena Lounge do Estádio Nacional | Blow Out                             | Palco         |        |
| 14 de outubro de 2018   | Salvador          | Bahia               | Circuito Wet'n Wild              | Micareta Salvador                    | My Carnaval   |        |
| 20 de outubro de 2018   | Canoas            | Rio Grande do Sul   | Parque Eduardo Gomes             | Oktoberfest                          | Palco         |        |
| 16 de novembro de 2018  | Sobral            | Ceará               | Circuito Carnabral               | Carnabral                            | Trio Elétrico |        |
| 23 de novembro de 2018  | Uberaba           | Minas Gerais        | Centro Park                      | Axé Uberaba                          | Trio Elétrico |        |
| 1 de dezembro de 2018   | São Paulo         | São Paulo           | Arena Anhembi                    | Prudence Fest                        | Palco         |        |
| 15 de dezembro de 2018  | Natal             | Rio Grande do Norte | Arena das Dunas                  | Carnatal                             | Trio Elétrico |        |
| 28 de dezembro de 2018  | Salvador          | Bahia               | Arena Daniela Mercury            | Festival Virada Salvador             | Palco         |        |
| 29 de dezembro de 2018  | Natal             | Rio Grande do Norte | Largo do Atheneu                 | Natal em Natal                       | Palco         |        |
| 31 de dezembro de 2018  | Fortaleza         | Ceará               | Aterro da Praia de Iracema       | Réveillon de Fortaleza               | Palco         |        |
| 1 de janeiro de 2019    | Porto Seguro      | Bahia               | Praça do Relógio                 | Réveillon                            |               |        |
| 4 de janeiro de 2019    | Marcelino Vieira  | Rio Grande do Norte |                                  | Jegue Folia                          | Trio Elétrico |        |
| 19 de janeiro de 2019   | Limoeiro do Norte | Ceará               |                                  | Limofolia                            | Trio Elétrico |        |
| 20 de janeiro de 2019   | Salvador          | Bahia               | Arquipélago Summer Club          | Festival Holiday Folia               | Palco         |        |
| 25 de janeiro de 2019   | São Paulo         | São Paulo           | Audio                            | Pré-Carnaval                         | Palco         |        |
| 26 de janeiro de 2019   | Praia Grande      | São Paulo           | Kartódromo Municipal             | Estação Verão Show                   | Palco         |        |
| 9 de fevereiro de 2019  | Recife            | Pernambuco          | Arena Seu Antônio                | Bloco do Seu Antônio (Show surpresa) | Palco         |        |
| 16 de fevereiro de 2019 | Canelinha         | Santa Catarina      | CTG Fazenda Silva Neto           | Aware Folia                          | Palco         |        |
| 22 de fevereiro de 2019 | Recife Antigo     | Pernambuco          | Armazém Itaipava Catorze         | Bloco Bicaldinhos                    | Palco         |        |
| 23 de fevereiro de 2019 | Maranguape        | Ceará               | Major Agostinho                  | Bloco Arroxo                         | Trio Elétrico |        |
| 28 de fevereiro de 2019 | Salvador          | Bahia               | Circuito Barra Ondina            | Carnaval - Pipoca da Claudinha       | Trio Elétrico |        |
| 1 de março de 2019      | Salvador          | Bahia               | Circuito Barra Ondina            | Carnaval - Bloco Blow Out            | Trio Elétrico |        |
| 2 de março de 2019      | Barreiras         | Bahia               | Circuito Agnaldo Pereira         | Carnaval - Barreiras Folia           | Trio Elétrico |        |
| 4 de março de 2019      | Salvador          | Bahia               | Circuito Campo Grande            | Carnaval - Pipoca da Claudinha       | Trio Elétrico |        |
| 5 de março de 2019      | Salvador          | Bahia               | Circuito Barra Ondina            | Carnaval - Bloco Largadinho          | Trio Elétrico |        |
| 9 de março de 2019      | São Paulo         | São Paulo           | Avenida Tiradentes               | Bloco Largadinho                     | Trio Elétrico |        |
| Estados Unidos          |                   |                     |                                  |                                      |               |        |
| 15 de março de 2019     | Orlando           | Flórida             | Hard Rock Live!                  | Carna BIS                            | Palco         |        |
| Brasil                  |                   |                     |                                  |                                      |               |        |
| 6 de abril de 2019      | Maringá           | Paraná              | Parque de Exposições             | Calouro Folia                        | Trio Elétrico |        |
| 27 de abril de 2019     | Feira de Santana  | Bahia               | Camarote Supergasbras            | Show fechado                         | Palco         |        |
| 28 de abril de 2019     | Feira de Santana  | Bahia               | Avenida Presidente Dutra         | Micareta de Feira                    | Trio Elétrico |        |
| 18 de maio de 2019      | Recife            | Pernambuco          | Classic Hall                     |                                      | Palco         |        |
| 31 de maio de 2019      | Trancoso          | Bahia               |                                  | San Island Weekend                   | Palco         |        |